# Фуст

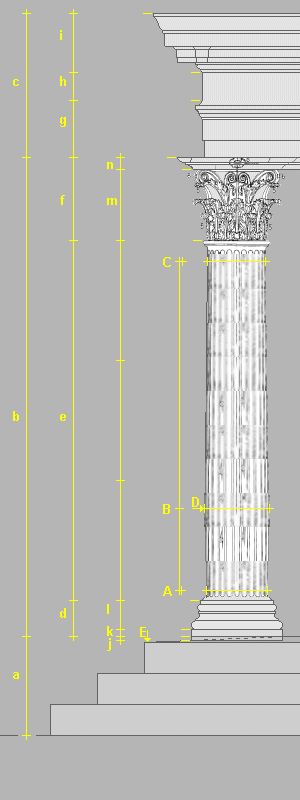
Елементи колони.
e — фуст (від A до C)

Фуст (від італ. fusto — «стебло», «стовбур») чи стовбур — циліндрична або гранована основна частина колони від бази до капітелі.
Розміри фуста, його ентазис, наявність канелюр залежать від того, до якого ордера належить колона. В доричному ордері кількість канелюр була 16, 20 або 24.